# Hviezdoslavovo náměstí (Bratislava)
Hviezdoslavovo náměstí je v Bratislavě jedno z nejznámějších náměstí. Nachází se v centru města, má podlouhlý tvar – vlastně tak střed města dělí na dvě části. Spojuje tzv. Nový most a Slovenské národní divadlo.
Na náměstí se nachází pěší zóna s množstvím zeleně, v jeho centrální části je pak umístěné pódium určené pro různé kulturní akce. Ve středu náměstí se nachází fontána; v blízkosti Slovenského národního divadla pak socha Pavla Országha Hviezdoslava v nadživotní velikosti.

## Historie
Koncem 20. století prošlo výraznou rekonstrukcí, jeho vzhled se výrazně změnil. Zatímco dříve připomínalo spíše městský park, v 21. století má charakter pěší zóny; zeleň však do velké míry zůstala zachována.

## Významné objekty
Na náměstí se nachází několik významných budov a objektů. Nejvýznamnějším z nich je pravděpodobně již zmíněné Slovenské národní divadlo; to jej ohraničuje z východní strany. Napravo od divadla se nachází hotel Radisson SAS Carlton. Na jižní straně náměstí se pak nachází také budova velvyslanectví Spojených států a Německa. V ostatních budovách jsou pak restaurace a bary.

## Externí odkazy

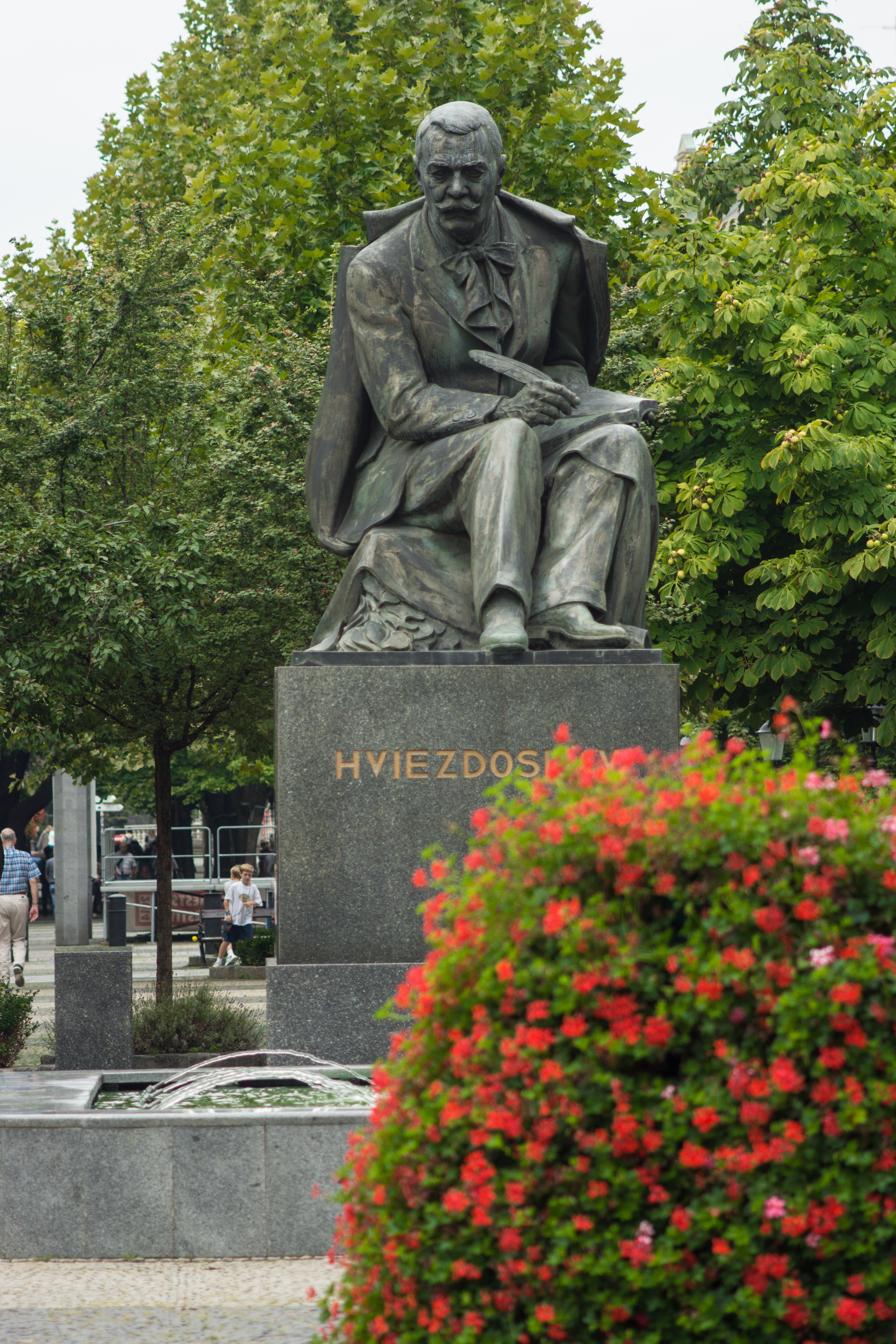
Socha Pavla Országa Hviezdoslava